# مشتركة (نبات)
المُشْتَرِكَة أو بندق الساحرة (الاسم العلمي: Hamamelis)، هو جنس نباتات مُزهرة من فصيلة المشتركات، مع ثلاثة أنواع في أمريكا الشمالية (مشتركة بيضاوية، مشتركة فرجينية، مشتركة ربيعية)، وواحد في كل من اليابان ( مشتركة يابانية) والصين (مشتركة رخوة). تسمى أنواع أمريكا الشمالية أحيانًا أزهار الشتاء.